# 8-as busz (Nagykanizsa)
A nagykanizsai 8-as jelzésű autóbusz a Napraforgó tér és a Miklósfa, Szentendrey Edgár forduló megállóhelyek között közlekedik. A járatot a Volánbusz üzemelteti.

## Közlekedése
Mindennap kb. 1-2 óránként közlekedik. Egyes járatok Miklósfa felől, a Dél-Zalai Áruház után, a Kalmár utcáig közlekednek. Egyes járatok, 8Y jelzéssel, érintik a Köztemető megállóhelyet is.

## Útvonala
| Miklósfa, Szentendrey Edgár forduló felé | Napraforgó tér felé |
| --- | --- |
| Napraforgó tér – Űrhajós utca – Kinizsi utca – Dózsa György utca – Sugár út – Rozgonyi utca – Magyar utca – Kalmár utca – Zrínyi Miklós utca – Ady Endre utca – Kisfaludy Sándor utca – Csengery út – Miklósfa utca – Bem József utca – Dr. Marek József utca – Gárdonyi Géza utca – Miklósfa, Szentendrey Edgár forduló | Miklósfa, Szentendrey Edgár forduló – Gárdonyi Géza utca – Dr. Marek József utca – Bem József utca – Miklósfa utca – Csengery út – Fő út – Király utca – Zrínyi Miklós utca – Csengery út – Sugár út – Dózsa György utca – Kinizsi utca – Űrhajós utca – Napraforgó tér |

## Megállóhelyei
Az átszállási kapcsolatok között a Köztemető érintésével közlekedő 8Y busz nincs feltüntetve!
| 8 (Napraforgó tér – Miklósfa, Szentendrey Edgár forduló) | 8 (Napraforgó tér – Miklósfa, Szentendrey Edgár forduló) | 8 (Napraforgó tér – Miklósfa, Szentendrey Edgár forduló) | 8 (Napraforgó tér – Miklósfa, Szentendrey Edgár forduló) | 8 (Napraforgó tér – Miklósfa, Szentendrey Edgár forduló) | 8 (Napraforgó tér – Miklósfa, Szentendrey Edgár forduló)             | 8 (Napraforgó tér – Miklósfa, Szentendrey Edgár forduló) | 8 (Napraforgó tér – Miklósfa, Szentendrey Edgár forduló) |
| Perc (↓)                                                 | Perc (↓)                                                 | Megállóhely                                              | Perc (↑)                                                 | Perc (↑)                                                 | Átszállási kapcsolatok                                               | Fontosabb létesítmények |                                                          |
| -------------------------------------------------------- | -------------------------------------------------------- | -------------------------------------------------------- | -------------------------------------------------------- | -------------------------------------------------------- | -------------------------------------------------------------------- | --- | -------------------------------------------------------- |
| 0                                                        | 0                                                        | Napraforgó tér                                           | 26                                                       | ∫                                                        | 20, 20Y, 21, 21E, 21Y, C5, C7, C9, C91                               | General Electric Hungary Zrt. |                                                          |
| 2                                                        | 2                                                        | Kenyérgyár                                               | 24                                                       | ∫                                                        | 20, 20Y, 21, 21E, 21Y, C91                                           | |                                                          |
| 3                                                        | 3                                                        | Vörösmarty utcai sarok                                   | 23                                                       | ∫                                                        |                                                                      | |                                                          |
| 4                                                        | 4                                                        | Királyi Pál utcai sarok                                  | 22                                                       | ∫                                                        |                                                                      | Szent Imre piarista templom, Piarista Általános Iskola, Gimnázium, Kollégium és Óvoda, Zsigmondy Vilmos és Winkler Lajos Műszaki Szakközépiskola, Farkas Ferenc Zene- és Aranymetszés Alapfokú Művészeti Iskola, Batthyány Lajos Gimnázium |                                                          |
| 6                                                        | 6                                                        | Rozgonyi utca 1.                                         | ∫                                                        | ∫                                                        |                                                                      | Erzsébet tér, Kiskastély, Bolyai János Általános Iskola, Városháza |                                                          |
| ∫                                                        | ∫                                                        | Sugár út                                                 | 21                                                       | ∫                                                        |                                                                      | Batthyány Lajos Gimnázium, Rozgonyi Óvoda, Károlyi kert, Medgyaszay ház, Halis István Városi Könyvtár |                                                          |
| 8                                                        | 8                                                        | Kalmár utca                                              | ∫                                                        | 18                                                       | 2, 4A, 4Y, 6, 6C, 10, 10Y, 16, 18, 20, 20Y, 21, 21E, 21Y, C3, C5, C7 | Helyközi autóbusz-állomás, Vásárcsarnok, Kanizsa Plaza, Bolyai János Általános Iskola |                                                          |
| ∫                                                        | ∫                                                        | Dél-Zalai Áruház                                         | 16                                                       | 16                                                       | 4, 6, 6A, 6C, 6Y, 10, 10Y, 18, C3                                    | Városháza, Helyközi autóbusz-állomás, Dél-Zalai Áruház, Rendőrkapitányság, Járásbíróság, Bolyai János Általános Iskola, Erzsébet tér |                                                          |
| 12                                                       | 12                                                       | Posta                                                    | ∫                                                        | ∫                                                        | 18, 20, 20Y, 21, 21E, 21Y, 41E                                       | Zrínyi Miklós Általános Iskola, 1-es posta, Szent József templom, Fogorvosi rendelő |                                                          |
| 14                                                       | 14                                                       | Csengery - Kisfaludy utcai sarok                         | 12                                                       | 12                                                       | 14, 14C, 14Y, 20, 20Y, 21, 21E, 21Y, C33                             | Kisfaludy Óvoda, Evangélikus templom |                                                          |
| 15                                                       | 15                                                       | Csengery út 55-58.                                       | 11                                                       | 11                                                       | 14, 14C                                                              | Kanizsa Uszoda és Strandfürdő, Zsigmondy Vilmos Szakképző Iskola, Kodály Zoltán Művelődési Ház |                                                          |
| 16                                                       | 16                                                       | Csengery út 87. (Korábban: Véndiófa vendéglő)            | 10                                                       | 10                                                       | 14, 14Y                                                              | |                                                          |
| 17                                                       | 17                                                       | Csengery út 111. (Korábban: Sörgyár)                     | 9                                                        | 9                                                        | 14, 14Y                                                              | |                                                          |
| 18                                                       | 18                                                       | Csengery út 113.                                         | 8                                                        | 8                                                        | 14, 14Y                                                              | |                                                          |
| ∫                                                        | 19                                                       | Ligetváros, bolt                                         | ∫                                                        | ∫                                                        | 14, 14Y                                                              | |                                                          |
| 19                                                       | ∫                                                        | Ligetváros                                               | 7                                                        | 7                                                        | 14, 14Y                                                              | |                                                          |
| 20                                                       | 20                                                       | Csengery út 121. (Korábban: EYBL Kft.)                   | 6                                                        | 6                                                        |                                                                      | |                                                          |
| 21                                                       | 21                                                       | Miklósfa, hűtőház                                        | 5                                                        | 5                                                        |                                                                      | |                                                          |
| 22                                                       | 22                                                       | Miklósfa, Bem utca                                       | 4                                                        | 4                                                        |                                                                      | Miklósfai Általános Iskola és Óvoda, Miklósfai temető |                                                          |
| 23                                                       | 23                                                       | Miklósfa, Kápolna tér                                    | 3                                                        | 3                                                        |                                                                      | Posta |                                                          |
| 24                                                       | 24                                                       | Miklósfa, Marek József utca                              | 2                                                        | 2                                                        |                                                                      | |                                                          |
| 25                                                       | 25                                                       | Miklósfa, óvoda                                          | 1                                                        | 1                                                        |                                                                      | Miklósfai óvoda |                                                          |
| 26                                                       | 26                                                       | Miklósfa, Szentendrey Edgár forduló                      | 0                                                        | 0                                                        |                                                                      | |                                                          |

1. ↑  Egyes járatok betérnek Ligetváros, bolt megállóhelyhez, viszont Ligetváros megállóhelyen nem állnak meg.

1. ↑  Egyes járatok a Dél-Zalai Áruház után a Kalmár utcáig közlekednek.